# Trungpa Rinpoché
Trungpa Rinpoché (Qinghai, Tibete, fevereiro de 1939 - Halifax, Nova Escócia, Canadá, 4 de abril de 1987) foi um mestre de meditação da linhagem do Budismo Tibetano.

## Biografia
Nasceu na província de Kham, na parte setentrional do Tibete oriental, em 1939. 
Aos treze meses, foi reconhecido como a décima primeira reencarnação da linhagem dos Trungpa tulku. E como todo jovem tulku, foi desde cedo educado de maneira intensa nos estudos e práticas dos ensinamentos budistas. Aos cinco anos, foi coroado como abade supremo dos monastérios de Surmang.
Ordenado monge aos oito anos, ele se consagrou ao estudo e à prática das diversas disciplinas monásticas tradicionais, assim como à arte da caligrafia, da pintura em tangka e as danças monásticas. Com apenas quatorze anos de idade, ele confere a abhisheka do Rintchen Terdzö. Um tulku tão jovem dando uma abhisheka que duraria quase seis meses era então um evento excepcional.
Ele estudara com Jamgon Kontrul de Sétchèn, que foi seu guru-raiz e com quem ele permaneceu alguns anos. Jamgön Kontrül ensinava de forma direta e demonstrava em seguida como aplicar a realização final em cada momento da vida quotidiana. Esse mestre se tornou um exemplo e uma fonte de inspiração permanente para Trungpa Rinpoché durante toda sua vida.
Chögyam Trungpa estudou também ao lado de Dilgo Khyentsé, que lhe transmitiu os ensinamentos da Grande Perfeição ou Atiyoga. Graças a esses dois mestres, ele fora fortemente marcado pelos ensinamentos Nyingma. Khenpo Ganshar, filho espiritual de Jamgön Kontrül, foi igualmente alguém muito proximo do jovem Chögyam Trungpa.
Em 1958, ele fora ensinar nos monastérios de Surmang. Pressentindo que os habitantes dali estariam brevemente sujeitos à própria sorte, ele apresentou-lhes então rapidamente os ensinamentos essenciais. Chögyam Trungpa aprendera dessa forma a indicar diretamente a natureza do espírito a um grande numero de estudantes.
Em 1959, em razão da invasão do Tibete pelos chineses, ele foi obrigado a partir em exílio. Com apenas vinte anos ele teve que abandonar seu pais e fugir; atravessando os Himalaias em condições extremamente difíceis. Ele liderou um grupo de trezentas pessoas numa viagem que durou quase dez meses. A maioria dessas pessoas foram feitas prisioneiras pelos chineses, e apenas dezenove conseguiriam escapar.

### Na Índia
O período passado na Índia, de 1959 a 1963, foi marcado pela “fascinação e pela curiosidade”. Fréda Bédi, que trabalhava então para o governo da India, no escritório central de apoio aos refugiados tibetanos, o ajudou muito, se tornando um pessoa de importância capital.
Uma das primeiras mulheres a ter obtido um diploma da Oxford, ela era esposa de Baba Bédi, um nacionalista sikh, com quem ela veio morar no Penjab. Ela se tornaria então um figura importante na luta pelos direitos das mulheres dessa região. No final da década de 50, ela decide se consacrar a causa dos tibetanos, para em seguida se tornar monja no monastério de Karmapa. Ela convida Chögyam Trungpa para viver com sua família em Kalipong, se tornando sua tutora e se comportando com ele como uma verdadeira mãe.
Chögyam Trungpa foi então nomeado pelo Dalai Lama como conselheiro espiritual dos jovens tülkous na escola dirigida por Fréda Bédi, em Dalhousie. Em 1963, o jovem Trungpa recebe uma bolsa de estudos da fundação Spalding para a Universidade de Oxford.

### A Inglaterra e as primeiras tentativas de transmissão no Ocidente
Na Inglaterra, ele faz estudos de religião comparada e filosofia ocidental. Ele demonstra um enorme interesse pela historia da arte, visitando Londres e seus museus, e sentindo uma fascinação particular pela arte contemporânea, que “passava além de qualquer hesitação, para expressar livremente tudo aquilo que poderia passar na cabeça de cada um”. 
Descobre assim a arte japonesa. Estuda ikebana, forma tradicional de arranjo floral, ao lado de Stella Coe, mestre da escola Sogetsu, de onde ele recebe mais tarde o diploma de instrutor. Muito interessado pela poesia, ele publica na Inglaterra sua antologia de poemas, sob o titulo de "Mudra".
Impressionado com a riqueza da cultura ocidental, percebeu ao mesmo tempo as possibilidades de apresentar os ensinamentos budistas nesse contexto. Nesse intuito, ele fundou em 1968, em Dumfriesshire, Escócia, o Centro de Meditação de Samyé Ling - nome do primeiro monastério tibetano, implantado por Padmasambhava, no século VIII. Publicou então dois livros: "Nascido no Tibet" e "Meditação e ação". 
Mais tarde, vitima de um grave acidente: seu carro colide violentamente com a vitrine de uma loja. Conduzido inconsciente ao hospital, posteriormente é dado o grave diagnostico: o lado esquerdo de seu corpo fica paralisado para sempre. 
Foi uma mensagem importante para ele que decide então abandonar o estilo de vida monástico que até então ele havia seguido. A partir daí renuncia a tudo o que criava entre ele e seus alunos “uma espécie de aura insondável” e que constituísse um obstáculo na sua relação com eles. Abandona seus votos de monge e suas vestimentas “exóticas”. Mais tarde se casa com uma jovem inglesa, Diana Pybus. 
Em outubro de 1973 já nos EUA, foi feito o primeiro seminário de Vajradathu, no hotel Jackson Hole, em Wyoming, que mais tarde aconteceria todos os anos. O seminário era um retiro de estudos e meditação de três meses, durante os quais eram apresentados, um após o outro, os três yanas – o hinayana, o mahayana e o vajrayana.
Chögyam Trungpa pode apresentar de maneira aprofundada e progressiva os ensinamentos budistas da escola Kagyü e Nyingma. Ele introduziu pela primeira vez os ensinamentos do vajrayana em toda sua força. Alguns meses após o seminário, ele autorizou alguns de seus estudantes a começarem as práticas de Ngöndro, ou preliminares.
Em 1974, foi fundado o Instituto Naropa, inspirado no modelo da célebre universidade budista indiana de Nalanda, que recebia estudantes budistas e não budistas vindos de toda a Ásia. No seu primeiro ano de existência, foram dados ensinamentos de tai-chi, cerimônia do cha, antropologia, física e psicologia, escrita e poesia, entre outros. Mais de dois mil estudantes frequentaram a universidade. 
Em 1977, apos um retiro de vários meses, Chögyam Trungpa Rinpoché apresentou os ensinamentos Shambhala, o caminho sagrado do guerreiro – guerreiro aqui não aquele que faz a guerra, mas sim aquele que é corajoso e autentico o bastante para aceitar entrar em contato com seu próprio coração.
Essas instruções afirmam que cada um de nos pode fazer nascer a cada momento a confiança inextinguível que possuímos e que nos permite de ir além do medo e do mundo confinado dentro do qual esse medo nos aprisiona. Existe na realidade uma sabedoria iluminada, ou bondade fundamental inerente à cada um, e que podemos à qualquer momento invocar. 
A aprendizagem Shambhala, que ele estabelece em 1978, apresenta a possibilidade de seguir um caminho espiritual despido de qualquer dogma religioso. A importância é dada na ideia de aliar espiritualidade e vida quotidiana. “Geralmente, a religião é ligada ao fato de punir a si mesmo. As pessoas levam muito a sério até hoje o pecado original. Deveríamos deixar isso de lado. Talvez a bondade original devesse substituir o pecado original”, diz ele em 1985.
Dordjé Dradül, “Guerreiro indestrutível”, título enquanto detentor dos ensinamentos Shambala, afirma que esses ensinamentos são a expressão primordial de sua ação ao longo dessa vida. Ele indicou a urgência de fundar aqui mesmo o reinado de Shambhala, considerado geralmente como algo de caráter apenas mítico.
O ano de 1977 é marcado também pela sua primeira visita a Nova Escócia, no Canadá, onde decide se instalar. A partir de 1982, a sua maneira de ensinar se transforma mais uma vez, se tornando cada vez mais objetiva e simples - mas ao mesmo tempo guardando um sentido continuo de transmissão direta do espírito de iluminação. 
Em 1985, ele parte em retiro pra Mill Village, em Nova Escócia.
Em 28 de setembro de 1986, com a saúde debilitada devido a um acidente de carro em sua juventude e anos de abuso de álcool, sofreu uma parada cardíaca. Depois disso sua condição de saúde se deteriorou ainda mais, necessitando de cuidados intensivos no hospital e em sua casa, e, finalmente, de volta ao hospital, Chögyam Trungpa faleceu no dia 4 de abril de 1987, em Halifax.

## Ligações Externas
- Chögyam Trungpa  - Shambhala
- Chögyam Trungpa Rinpoche Straight Up!
- The Chronicles of Chögyam Trungpa Rinpoche
- Recalling a Buddha (documentário sobre o XVI Karmapa), inclui um comentário de Tenga Rinpoche e Judith Lief descrevendo os preparativos para uma das turnês do Karmapa aos EUA.